# Gauliga Mittelrhein
Gauliga Mittelrhein byla jedna z mnoha skupin Gauligy, nejvyšší fotbalové soutěže na území Německa v letech 1933 – 1945. Gauliga byla vytvořena v roce 1933 na popud nacistického vedení. Pořádala se na částech území Severního Porýní-Vestfálska a Porýní-Falce. Vítězové jednotlivých skupin Gauligy postupovali do celostátní soutěže, která trvala necelý měsíc, v níž se kluby utkávaly vyřazovacím způsobem.
Zanikla v roce 1941 rozdělením na Gauliga Köln-Aachen a Gauliga Moselland.

## Nejlepší kluby v historii - podle počtu titulů
Zdroj: 
| Vítězové nejvyšší ligové soutěže |        |                 |
| Klub                             | Tituly | Vítězné ročníky |
| VfR Köln 04 rrh.                 | 2      | 1935, 1937      |
| Mülheimer SV 06                  | 2      | 1934, 1940      |
| Kölner CfR                       | 1      | 1936            |
| SV Beuel 06                      | 1      | 1938            |
| SpVgg Sülz                       | 1      | 1939            |
| VfL Köln 1899                    | 1      | 1941            |

## Vítězové jednotlivých ročníků
Zdroj: 
| Gauliga Mittelrhein (1933 – 1941) |                      |                                 |                 |
| Ročník                            | Vítěz Gauligy        | Umístění v německém mistrovství | Německý mistr   |
| 1933 – 1934                       | Mülheimer SV 06 (1)  | Skupina C (2. místo)            | FC Schalke 04   |
| 1934 – 1935                       | VfR Köln 04 rrh. (1) | Skupina C (4. místo)            | FC Schalke 04   |
| 1935 – 1936                       | Kölner CfR (1)       | Skupina D (4. místo)            | 1. FC Norimberk |
| 1936 – 1937                       | VfR Köln 04 rrh. (2) | Skupina D (4. místo)            | FC Schalke 04   |
| 1937 – 1938                       | SV Beuel 06 (1)      | Skupina D (3. místo)            | Hannover 96     |
| 1938 – 1939                       | SpVgg Sülz (1)       | Skupina 2a (2. místo)           | FC Schalke 04   |
| 1939 – 1940                       | Mülheimer SV 06 (2)  | Skupina 3 (3. místo)            | FC Schalke 04   |
| 1940 – 1941                       | VfL Köln 1899 (1)    | Semifinále                      | SK Rapid Wien   |